# Pseudomyrmex adustus
Pseudomyrmex adustus is een mierensoort uit de onderfamilie van de Pseudomyrmecinae. De wetenschappelijke naam van de soort is voor het eerst geldig gepubliceerd in 1929 door Borgmeier.